# Закон Єркса — Додсона
 Законом Єркса-Додсона  в психології називають залежність найкращих результатів від середньої інтенсивності мотивації. Існує певна межа, за якою подальше збільшення мотивації призводить до погіршення результатів. 
Вчені ще 1908 року встановили, що для того, щоб навчити тварин проходити лабіринт, найсприятливішою є середня інтенсивність мотивації (вона задавалася інтенсивністю ударів струму). 
Відомо, що для того, щоб здійснювалася діяльність, необхідна достатня мотивація. Однак, якщо мотивація занадто сильна, збільшується рівень активності та напруги, внаслідок чого в діяльності (і в поведінці) наступають певні розлади, тобто ефективність роботи погіршується. В такому випадку високий рівень мотивації викликає небажані емоційні реакції  (напруга, хвилювання, стрес тощо), що призводить до погіршення діяльності. 
Експериментально встановлено, що існує певний оптимум (оптимальний рівень) мотивації, при якому діяльність виконується найкраще (для цієї людини, в конкретній ситуації). 
Наприклад: рівень мотивації, який умовно можна оцінити в сім балів, буде найсприятливішим. Подальше збільшення мотивації (до 10 і більше) призведе не до покращення, а до погіршення ефективності діяльності. Таким чином, дуже високий рівень мотивації не завжди є найкращим. 